# Charles Woodward (futbolista)
Charles Woodward fue un futbolista argentino que en la época amateur prestó sus servicios para Rosario Central. Fue hermano de Alfredo y como él se desempeñó como delantero.

## Carrera
Jugando como puntero izquierdo, debutó en 1910 en el Canalla, teniendo una participación más reducida que su hermano, llegando a disputar al 12 encuentros, considerando que no se poseen datos completos de aquella época. Se registran cuatro goles suyos: dos por la Copa Vila 1911 (el 24 de junio contra Argentino, victoria 4-1, y el 13 de agosto ante Provincial, triunfo 2-0) y dos por la Copa de Competencia Jockey Club 1911 (ante Racing Club el 28 de mayo, victoria 2-1, y versus Belgrano Athletic el 15 de junio, derrota 2-1).

## Clubes
| Club            | País      | Año       |
| --------------- | --------- | --------- |
| Rosario Central | Argentina | 1910-1911 |

## Palmarés
| Equipo          | País      | Título                | Año  |
| --------------- | --------- | --------------------- | ---- |
| Rosario Central | Argentina | Copa Damas de Caridad | 1910 |